# 名好村
名好村（なよしむら）は、日本の領有下において樺太に存在した村（指定町村）。
当該地域の領有権に関する詳細は樺太の項目を参照のこと。

## 歴史
- 1915年（大正4年）
  - 6月26日 - 「樺太ノ郡町村編制ニ関スル件」（大正4年勅令第101号）の施行により、名好村、安別村が行政区画として発足。名好郡に所属し、泊居支庁名好出張所が管轄。
- 1922年（大正10年）10月 - 鵜城支庁の管轄となる。
- 1923年（大正12年）
  - 4月1日 - 安別村が名好村に合併。
  - 12月 - 鵜城支庁が廃止され、泊居支庁の出張所となる。
- 1929年（昭和4年）7月1日 - 樺太町村制の施行により二級町村となる。
- 1941年（昭和16年）4月1日 - 一部の区域に名好町（一級町村）、残部に西柵丹村（二級町村）が発足。同日名好村廃止。